# Temburun
Temburun is een bestuurslaag in het regentschap Karo van de provincie Noord-Sumatra, Indonesië. Temburun telt 306 inwoners (volkstelling 2010).